# Yakari (série télévisée d'animation, 1983)
 (septembre 2018).
Si vous disposez d'ouvrages ou d'articles de référence ou si vous connaissez des sites web de qualité traitant du thème abordé ici, merci de compléter l'article en donnant les références utiles à sa vérifiabilité et en les liant à la section « Notes et références ».
Pour les articles homonymes, voir Yakari (homonymie).
Yakari est une série télévisée d'animation franco-belge en 52 épisodes de cinq minutes, créée d'après le personnage de bande dessinée éponyme de Job et Derib et diffusée à partir du 13 septembre 1983 sur Antenne 2 dans l'émission Récré A2 et en Suisse dans les Babibouchettes.

## Synopsis
Cette série met en scène les aventures de Yakari, un petit Indien Sioux, et de son fidèle destrier, Petit-Tonnerre, dans la grande prairie. Yakari a la faculté de communiquer avec tous les animaux, don qui lui a été transmis par son totem, Grand-Aigle.

## Fiche Technique
- Réalisation : Atelier Graphoui
- Musiques : Étienne Gilbert
- Générique VF : interprété par Ariane Carletti
- Générique du Québec : interprété par une femme autochtone (?). Il semble que la version Québécoise a complètement disparu.

Pas de sortie en DVD, seulement en VHS chez "Vidéofilms", puis chez "Union Films Group". Enfin en 1998 chez "Une Vidéo" et en 2000 chez "UFG"

## Épisodes
1. Le Mur de rochers
2. Bison Blanc
3. La Pêche
4. La Sécheresse
5. L'Oisillon
6. La Grotte
7. La Source
8. Le Serpent
9. Le Petit Bison
10. Les Œufs
11. Poursuite
12. L'Ombre
13. Le Grizzli
14. L'Île
15. Le Renard
16. La Poursuite
17. Les Renardeaux
18. Les Prisonniers de l'île
19. Le Message
20. Le Glouton
21. L'Inondation
22. Nanabozo
23. Graine-de-Bison
24. Les Mocassins magiques
25. La Flèche infaillible
26. Le Pays des ours blancs
27. Le Rhume
28. Le Remède
29. Le Calumet
30. Le Collier
31. Les Cornes du désert
32. Les Loutres
33. La Guérison
34. Le Pélican
35. Le Corral
36. Sous la prairie
37. Petit Tonnerre
38. Les Épreuves
39. Le Cheval sauvage
40. Le Loup
41. La Sculpture
42. Tilleul
43. La Rivière
44. La Disparition de Tilleul
45. L’Alerte
46. L’Orage
47. Le Retour du pélican
48. Au pays des loups
49. La Plume
50. Le Totem
51. Grand-Aigle
52. Le Départ